# Marine Baousson
Marine Baousson est une humoriste, comédienne, autrice, podcasteuse et metteure en scène et animatrice de radio française, née à Saint-Brieuc le 5 mars 1986.

## Biographie
Marine Baousson grandit dans la région de Saint-Brieuc. Elle suit sa scolarité dans la ville de Ploufragan, au sein de l'école primaire publique la Villette puis au sein du collège la Grande-Métairie. C'est lors de son stage de troisième au sein du théâtre de la Passerelle à Saint-Brieuc qu'elle déclare avoir eu le déclic pour la comédie.
Marine Baousson s'initie au théâtre à Saint-Brieuc où elle suit des cours auprès de la compagnie Folle-Pensée. Après avoir obtenu son baccalauréat littéraire option théâtre, elle est reçue au conservatoire national de région de Rennes en 2004 et entre à la faculté des lettres de Rennes. Titulaire d'un DEUG d'arts du spectacle à Rennes en 2005, puis d'une licence d'études théâtrales à Paris en 2007, Marine Baousson s'initie durant ses études à la déclamation baroque avec le metteur en scène Benjamin Lazar. Elle intègre pour deux années les cours du café théâtre Le Bout, où elle suit des cours d'écriture, d'interprétation, et d'improvisation,.

## Carrière
Marine Baousson commence sa carrière de comédienne et d'humoriste en 2009 en faisant du stand-up. Elle se fait remarquer des professionnels et du public en étant finaliste du festival "Paris, l'Humour en Capitale", et en remportant le premier prix au festival de Montreux en 2012. Elle obtient deux ans plus tard le prix de l'humour SACD, un soutien financier aux one man/woman shows ou spectacles de sketches présentés dans le festival Off d'Avignon,.
En 2016, Marine Baousson assure pendant quatre ans les premières parties de Bérengère Krief sur la scène du Colisée de Roubaix, mais est également chroniqueuse pour France 2 et France Inter et tient le rôle principal d'une sérié diffusée sur HD1 intitulée Mission Evelyne. Entre 2015 et 2020, elle programme et présente les soirées One Mad Show, plateaux d’humour et de chansons mensuels proposés dans des théâtres parisiens, La Nouvelle Seine et Bobino. En 2018, elle reprend le rôle d'Océanerosemarie dans le spectacle écrit et mis en scène par Océan, La Lesbienne invisible. Depuis 2019, elle présente les soirées Please Stand Up. À l'été 2020, à la suite du confinement lié à la pandémie de Covid-19, elle lance son propre podcast, Vulgaire,,,.
De fin août 2023 à juin 2024, elle coprésente avec Maïa Mazaurette et Marie Misset l'émission Jusqu’ici tout va bien qui remplace C'est encore nous ! sur France Inter, chaque jour à 17 h. L'émission s'arrête le 28 juin 2024 car les auditeurs étaient beaucoup moins nombreux par rapport à l'année précédente avec l'émission "C'est encore nous" que "Jusqu'ici tout va bien" remplaçait. A la rentrée suivante, c'est "Zoom Zoom Zen" présentée par Matthieu Noël qui prend la tranche 17h-18h de France Inter.
Depuis la rentrée 2024, Marine Baousson présente l'émission "L'humour d'Inter, l'hebdo", toujours sur France Inter, tout les samedis à 16h offrant un récapitulatif de l'actualité avec humour au côté d'un invité humoriste de la chaîne. Elle remplace aussi Daniel Morin lors des vacances et des absences de l'humoriste à 6h57 dans le "5/7" de Mathilde Munos.
Le 25 septembre 2023, Marine Baousson compare, dans une chronique intitulée « Fraîcheur Marine », la journaliste de Public Sénat Tâm Tran Huy au personnage hawaïen Lilo du dessin animé Lilo et Stitch. Elle déclare : « Moi j’ai beaucoup aimé regarder Public Sénat, parce que la présentatrice c’est Tâm Tran Huy, le sosie de Lilo de Lilo et Stitch, accompagnée de Thomas Hugues, on n’avait pas de nouvelles de Thomas Hugues, le beau gosse de TF1, eh bien il est sur Public Sénat ». Ses propos jugés racistes envers les Asiatiques soulèvent l'indignation,. Une semaine après la diffusion de sa chronique, Marine Baousson s'est excusée auprès de Tâm Tran Huy par un message publié sur les réseaux sociaux.

## Podcast
Avec un format court, Vulgaire est un podcast durant lequel Marine Baousson traite avec humour de n'importe quel sujet. Le concept est justement de vulgariser un évènement, un personnage historique, un concept, une actualité, etc., par une personne qui n'est pas du tout spécialiste du sujet, en l'occurrence elle-même. Vulgaire remporte plusieurs prix : Podcast de l'année Apple, Prix Radio France de la Révélation Podcast, et en 2022 Marine Baousson en fait un livre et un spectacle,,,,.
Elle décline le podcast pour les publics jeunes, Petit Vulgaire.

## Vie privée
Marine Baousson est lesbienne et habite depuis 2021 dans sa ville natale à Saint-Brieuc,,. Son frère prénommé Romain joue à ses côtés, dans l'adaptation au théâtre de son podcast.

## Publications
- Boobs & Zegang (pseud. coll. de Bérengère Krief et Marine Baousson), 50 conseils pour réussir dans l'univers impitoyable du blog, Paris, Hugo image, 2017, 143 p. (ISBN 978-2-7556-3571-3).
- Marine Baousson (ill. Juliette Poney), Vulgaire : Vulgarisation de trucs par quelqu'un qui n'y connaît rien, Paris, Flammarion, 2021, 240 p. (ISBN 978-2-08-025577-8).